# Assassino senza volto
Assassino senza volto (Mördare utan ansikte) è un romanzo giallo dello scrittore svedese Henning Mankell pubblicato in Svezia nel 1991.
È la prima storia della saga del commissario di polizia Kurt Wallander ed è ambientata, come le altre che la seguiranno, in Scania, nel sud della Svezia. Il tema affrontato è la problematica dell'immigrazione vista dalla tradizionalmente tollerante e libera società svedese; sul suo sito, Henning Mankell racconta di aver deciso di scrivere una storia sul razzismo crescente che aveva notato al rientro in patria alla fine degli anni 1980, dopo aver vissuto per anni all'estero. 
Nel 1992 il romanzo ha ricevuto il premio Glasnyckeln come miglior giallo scandinavo.
La prima edizione italiana del romanzo è stata pubblicata nell'anno 2001 da Marsilio.

## Trama
La mattina dell'8 gennaio 1990, a Lenarp, un villaggio nel sud della Svezia, un vecchio contadino di nome Nyström scopre che i suoi vicini di casa, Johannes e Maria Lövgren, sono stati barbaramente torturati; l'uomo è morto e la donna è in fin di vita. 
Maria è l'unica che potrebbe rivelare alla polizia cosa è accaduto, ma muore poco dopo all'ospedale di Ystad; in punto di morte il poliziotto Rydberg, che fino all'ultimo continua a farle delle domande nella speranza di saperne di più, la sente pronunciare il nome del marito e la parola "stranieri".
Sul caso indaga la polizia di Ystad, e a capo della squadra investigativa c'è il commissario Kurt Wallander. Inizialmente non hanno molto su cui lavorare, tranne le ultime parole della donna e l'insolito nodo usato per legarla, che fanno pensare che i colpevoli vadano cercati tra gli immigranti, regolari o meno, che in numero sempre maggiore vivono in Svezia. Ben presto però scopriranno che il vecchio assassinato conduceva in realtà una doppia vita. 
La polizia di Ystad si troverà a seguire diverse piste, coinvolgendo anche i colleghi di Kristianstad. Tra punti morti e nuove rivelazioni, la soluzione del caso arriverà solo alla fine di luglio, dopo quasi sette mesi di indagine.
Contemporaneamente Kurt Wallander sta vivendo una difficile situazione personale. Da poco divorziato, coltiva ancora la speranza di riconciliarsi con l'ex moglie Mona, ma si innamora del pubblico ministero Anette Brolin, che è appena arrivata a Ystad da Stoccolma. Non sa come comportarsi con suo padre, che pare dare segni di demenza senile. Il rapporto con Linda, la figlia diciannovenne, vive di alti e bassi.

## Personaggi
- Nystrom e Hanna (contadini a Lenarp che avvisano la polizia, amici dei vicini assassinati)
- Kurt Wallander
- Il padre di Kurt
- Mona, ex moglie di Kurt
- Linda, figlia di Kurt
- Rydberg, capo della squadra investigativa di Ystad
- Hansson, investigatore della polizia di Ystad
- Martinsson, investigatore della polizia di Ystad
- Thomas Näslund, investigatore della polizia di Ystad
- Norén, investigatore della polizia di Ystad
- Peters, investigatore della polizia di Ystad
- Svedberg, investigatore della polizia di Ystad
- Anette Brolin, pubblico ministero di Ystad
- Björk, capo della polizia di Ystad
- Ebba, centralinista della polizia di Ystad
- Lars Herdin, contadino di Hagestad, fratello di Maria Lövgren
- Britta-Lena Bodén, bancaria di Ystad
- Göran Boman, poliziotto di Kristianstad
- Rune Bergman, ex poliziotto
- Valfrid Ström, uomo d'affari
- Erik Magnusson, dipendente della regione
- Sten Widén, amico di vecchio data di Kurt Wallander, appassionato di musica lirica, allenatore di cavalli da corsa

## Adattamenti
Il primo adattamento televisivo del romanzo è stata la miniserie svedese Mördare utan ansikte del 1995.
Rolf Lassgård è l'attore che interpreta Kurt Wallander in questa produzione, nonché nei successivi adattamenti televisivi dei primi nove romanzi della serie, realizzati dalla televisione svedese tra il 1995 e il 2007.
Successivamente, la BBC ne ha tratto l'episodio Assassino senza volto (Faceless Killers) della serie televisiva Il commissario Wallander, andato in onda nel 2010.
Nella serie britannica è Kenneth Branagh a vestire i panni del protagonista.

## Edizioni
- Henning Mankell, Assassino senza volto, traduzione di Giorgio Puleo, Marsilio, 2001. ISBN 88-317-8677-6.
- Henning Mankell, Assassino senza volto, traduzione di Giorgio Puleo, Marsilio, 2007. ISBN 978-88-317-9287-5.
- Henning Mankell, Assassino senza volto, traduzione di Giorgio Puleo, Marsilio, 2010. ISBN 978-88-317-0639-1.
- Henning Mankell, Assassino senza volto, traduzione di Giorgio Puleo, Marsilio, 2012. ISBN 978-88-317-1327-6.
- Henning Mankell, Assassino senza volto, traduzione di Giorgio Puleo, Universale Economica Feltrinelli, 2018. ISBN 978-88-317-3601-5.